# Đường cao tốc Hải Phòng – Hạ Long – Vân Đồn – Móng Cái
Đường cao tốc Hải Phòng – Hạ Long – Vân Đồn – Móng Cái (ký hiệu toàn tuyến là CT.06, hay còn gọi là đường cao tốc Hải Phòng – Móng Cái hoặc đường cao tốc Hải Phòng – Quảng Ninh) là một đoạn đường cao tốc thuộc hệ thống đường cao tốc Việt Nam  đi qua địa bàn 2 tỉnh, thành phố là Hải Phòng và Quảng Ninh.
Đây là tuyến cao tốc kết nối đến tam giác kinh tế (thuộc vùng kinh tế trọng điểm) của miền Bắc nước ta (Hà Nội – Hải Phòng – Quảng Ninh), là trục giao thông "xương sống" của tỉnh Quảng Ninh, một trong những tuyến cao tốc kết nối các nước ASEAN với Trung Quốc. Đồng thời, đây cũng là đường cao tốc duy nhất tại Việt Nam và số ít các đường cao tốc trên thế giới có hệ thống đèn chiếu sáng trên toàn tuyến.

## Quy hoạch
Theo quy hoạch từ năm 2015 đến 2021, đoạn Hải Phòng – Hạ Long của đường cao tốc này từng là một phần của Đường cao tốc Ninh Bình – Hải Phòng – Quảng Ninh cũ với ký hiệu là CT.09, đoạn Hạ Long – Móng Cái từng là một phần của Đường cao tốc Nội Bài – Hạ Long – Móng Cái cũ với ký hiệu là CT.06.

## Vị trí
Tuyến đường có tổng dài gần 176 km; bao gồm 3 đoạn tuyến là Hải Phòng – Hạ Long, Hạ Long – Vân Đồn và Vân Đồn – Móng Cái; điểm đầu tại nút giao thông chân cầu Bạch Đằng với đường cao tốc Hà Nội – Hải Phòng tại phường Đông Hải, thành phố Hải Phòng và điểm cuối giao với đường tỉnh 335, đường dẫn Cầu Bắc Luân II tại phường Móng Cái 1, tỉnh Quảng Ninh, từ đường dẫn này kết nối với đường cao tốc Khâm Châu – Đông Hưng (Trung Quốc) thông qua cửa khẩu Bắc Luân II.

## Đoạn Hải Phòng – Hạ Long
| Thời gian khởi công   | 13 tháng 9 năm 2014 |
| Thời gian khánh thành | 1 tháng 9 năm 2018  |

Tuyến cao tốc Hải Phòng – Hạ Long dài hơn 25 km gồm 4 làn xe và 2 làn dừng khẩn cấp, vận tốc thiết kế tối đa là 100 km/h (trước tháng 11 năm 2018 là 80 km/h). Dự án có điểm đầu tại Quốc lộ 18, phường Tuần Châu (Quảng Ninh) và điểm cuối tại cầu Bạch Đằng ở ranh giới giữa 2 địa phương (giao với đường cao tốc Hà Nội – Hải Phòng).
Tuyến cao tốc Hải Phòng – Hạ Long có 3 nút giao gồm 2 nút giao tại Quảng Yên là nút giao Hoàng Tân tại phường Hà An và nút giao Tiền Phong tại phường Phong Cốc. Tại Hạ Long có một nút giao là nút giao Minh Khai tại phường Đại Yên (điểm đầu của tuyến cao tốc Hải Phòng – Hạ Long). Vào năm 2023 thì trên tuyến này còn có thêm 2 nút giao tại Quảng Yên và hiện đang được thi công.
Tuyến cao tốc Hải Phòng – Hạ Long bao gồm 2 dự án thành phần:

### Giai đoạn 1: Cao tốc Hạ Long – cầu Bạch Đằng
Đoạn cao tốc này có chiều dài 19,3 km có tổng vốn 6.416 tỷ đồng và được đầu tư bằng vốn ngân sách của tỉnh. Phần đường cao tốc có bề rộng nền đường là 25,5m, kết cấu áo mềm.

### Giai đoạn 2: Dự án cầu Bạch Đằng
Dự án cầu Bạch Đằng dài 5,45 km, vốn 7.277 tỷ đồng đầu tư theo hình thức liên doanh BOT. Bề rộng cầu là 25m. Cầu có kết cấu vĩnh cửu bằng thép, bê tông cốt thép, bê tông cốt thép dự ứng lực; vận tốc thiết kế 100 km/h, chiều dài cầu 3,054 km, chiều cao 48,8m. Cầu chịu được động đất cấp 8. Đây là cây cầu đầu tiên người Việt tự thiết kế, tổ chức thi công với công nghệ tiên tiến nhất thời điểm này.

## Đoạn Hạ Long – Vân Đồn
| Thời gian khởi công   | Tháng 9 năm 2015          |
| Thời gian khánh thành | Ngày 30 tháng 12 năm 2018 |

Tuyến cao tốc Hạ Long – Vân Đồn được khởi công vào tháng 9 năm 2015 và hoàn thành vào cuối năm 2018. Đường cao tốc có quy mô 4 làn xe và 2 làn dừng khẩn cấp, vận tốc thiết kế 100 km/h, có chiều dài hơn 64 km và có tổng vốn hơn 12.000 tỷ đồng.
Tuyến cao tốc này bắt đầu từ Km 25+00 tại nút giao Minh Khai (giao với cao tốc Hạ Long – Hải Phòng và Quốc lộ 18 tại Tuần Châu) và kết thúc tại Km 88+885 (gần Sân bay quốc tế Vân Đồn) tại đặc khu Vân Đồn. Tuyến cao tốc được chia thành 2 dự án thành phần:
- Đoạn Hạ Long – Cẩm Phả dài 53,6 km được đầu tư theo hình thức BOT, gồm 4 làn xe (6 làn xe tại nút giao Đồng Lá) và 2 làn dừng khẩn cấp, nền đường rộng 24,5m, đi qua địa hình đồi núi, hiểm trở.
- Đoạn Cẩm Phả – Vân Đồn (bao gồm cầu Cẩm Hải và cầu vượt nút giao Sân bay Vân Đồn) dài khoảng 10 km được được đầu tư bằng vốn ngân sách của tỉnh. Đoạn này gồm 4 làn xe và 2 làn dừng khẩn cấp, nền đường rộng 24,5 – 25,25m.

Tuyến có 5 nút giao gồm 3 nút giao tại Hạ Long là nút giao Minh Khai tại phường Tuần Châu (điểm đầu của tuyến đường), nút giao tại phường Việt Hưng (đi cảng Cái Lân), nút giao Đồng Lá tại xã Thống Nhất. Tại Cẩm Phả có một nút giao là nút giao Cẩm Y tại xã Hải Hòa. Tại Vân Đồn có một nút giao hướng đi vào trung tâm đặc khu và có một lối ra đi vào Sân bay quốc tế Vân Đồn. Tại đường cao tốc Hạ Long – Vân Đồn có một nút giao cũng là điểm cuối của Đường cao tốc Nội Bài – Hạ Long tại phường Hoành Bồ, hiện tại nút giao sẽ được xây dựng trước 2030 (dự kiến).

## Đoạn Vân Đồn – Móng Cái
| Thời gian khởi công   | Ngày 3 tháng 4 năm 2019 |
| Thời gian khánh thành | Ngày 1 tháng 9 năm 2022 |

Tuyến cao tốc Vân Đồn – Móng Cái chính thức khởi công xây dựng vào ngày 3 tháng 4 năm 2019 và chính thức khánh thành, thông xe vào ngày 1 tháng 9 năm 2022. Đường cao tốc này có quy mô 4 làn xe và 2 làn dừng khẩn cấp, vận tốc thiết kế 120 km/h, có chiều dài gần 80 km và có tổng vốn đầu tư hơn 13.000 tỷ đồng.
Tuyến cao tốc này bắt đầu từ Km 88+885 (đặc khu Vân Đồn, cạnh sân bay Quốc tế Vân Đồn) và kết thúc tại Km 175+820 (giao với đường tỉnh 335 và đường dẫn cầu Bắc Luân II tại phường Móng Cái 1). Cao tốc được chia làm 2 dự án độc lập:
- Đoạn Vân Đồn – Tiên Yên (bao gồm cầu Vân Tiên) dài 16 km được đầu tư bằng vốn ngân sách của tỉnh, gồm 4 làn xe và 2 làn dừng khẩn cấp, nền đường rộng 25,25m. Đoạn này phần lớn chạy dọc ở ven biển Vân Đồn và Tiên Yên.
- Đoạn Tiên Yên – Móng Cái dài 64 km được đầu tư theo hình thức BOT, gồm 4 làn xe và 2 làn dừng khẩn cấp, nền đường rộng 25,25m.

Tuyến có 4 nút giao gồm nút giao Bình Dân tại Vân Đồn, nút giao Mũi Chùa tại Tiên Yên, nút giao Đầm Hà tại Đầm Hà và nút giao Hải Hà tại Quảng Đức. Điểm cuối tuyến giao với Đường tỉnh 335, đường dẫn Cầu Bắc Luân II tại phường Móng Cái 1. Tại Đường cao tốc Vân Đồn – Móng Cái có một nút giao cũng là điểm đầu của Đường cao tốc Quảng Ninh – Cao Bằng tại xã Tiên Yên, hiện tại nút giao sẽ được xây dựng sau 2030 (dự kiến).
Đây là tuyến cao tốc đường bộ thứ 3 của Quảng Ninh, sau các tuyến cao tốc Hạ Long – Hải Phòng và Hạ Long – Vân Đồn, đưa Quảng Ninh trở thành địa phương có số km cao tốc lớn nhất cả nước (176 km). Tuyến đường đưa vào sử dụng kết nối đồng bộ, hiện đại, liên thông, tổng thể với cao tốc Lào Cai – Hà Nội– Hải Phòng – Hạ Long – Vân Đồn – Móng Cái , tạo thành tuyến cao tốc dài nhất Việt Nam (gần 600 km).

## Lịch sử tuyến đường
- Ngày 13 tháng 9 năm 2014, chính thức khởi công đường cao tốc Hạ Long – Hải Phòng.[4]
- Ngày 20 tháng 1 năm 2015, Công ty BOT Cầu Bạch Đằng được thành lập.
- Ngày 25 tháng 1 năm 2015, chính thức khởi công dự án Cầu Bạch Đằng và nút giao Cầu Bạch Đằng (thuộc dự án cao tốc Hạ Long – Hải Phòng) do Công ty BOT Cầu Bạch Đằng làm chủ đầu tư.[5]
- Ngày 18 tháng 5 năm 2015, tỉnh Quảng Ninh tổ chức trao giấy chứng nhận đầu tư dự án Đường cao tốc Hạ Long – Vân Đồn theo hình thức BOT cho Liên danh Công ty CP Đầu tư và xây dựng giao thông Công Thành – Công ty CP Đầu tư và xây dựng giao thông Phương Thành.[6]
- Tháng 5 năm 2015, Công ty BOT Biên Cương được thành lập.
- Tháng 10 năm 2015, chính thức khởi công đường cao tốc Hạ Long – Vân Đồn do Công ty BOT Biên Cương làm chủ đầu tư.
- Ngày 28 tháng 7 năm 2017, tạm dừng thi công đường cao tốc Hạ Long – Vân Đồn.[7]
- Ngày 28 tháng 4 năm 2018, hợp long Cầu Bạch Đằng.[8]
- Ngày 1 tháng 9 năm 2018, chính thức khánh thành Đường cao tốc Hạ Long – Hải Phòng.[9]
- Ngày 15 tháng 10 năm 2018, bắt đầu thu phí tại Trạm thu phí Cầu Bạch Đằng.
- Ngày 30 tháng 12 năm 2018, chính thức thông tuyến cao tốc Hạ Long – Vân Đồn.[10]
- Ngày 1 tháng 2 năm 2019, chính thức khai thác Đường cao tốc Hạ Long – Vân Đồn.
- Ngày 3 tháng 4 năm 2019, chính thức khởi công Đường cao tốc Vân Đồn – Móng Cái .[11]
- Cuối năm 2019, cải tạo nút giao Minh Khai.
- Ngày 29 tháng 3 năm 2020, chính thức khởi công nút giao Việt Hưng (cùng với đường nối KCN Việt Hưng và Cảng Cái Lân).[12]
- Ngày 28 tháng 7 năm 2020, tỉnh Quảng Ninh phát động chiến dịch "30 ngày đêm" giải phóng mặt bằng cao tốc Vân Đồn – Móng Cái.[13]
- Tháng 8 năm 2020, tỉnh Quảng Ninh phát động chiến dịch "500 ngày đêm" hoàn thành cao tốc Vân Đồn – Móng Cái.[14]
- Tháng 9 năm 2020, chính thức khởi công nút giao Đầm Nhà Mạc (thuộc đường cao tốc Hạ Long – Hải Phòng).
- Tháng 12 năm 2020, chính thức khởi công nút giao Hạ Long Xanh (thuộc đường cao tốc Hạ Long – Hải Phòng).
- Ngày 5 tháng 12 năm 2021, hợp long cầu Vân Tiên – cầu dài nhất tỉnh Quảng Ninh.[15]
- Ngày 1 tháng 1 năm 2022, chính thức thông tuyến kĩ thuật Đường cao tốc Vân Đồn – Móng Cái.[16]
- Ngày 1 tháng 1 năm 2022, đổi tên kí hiệu Đường cao tốc Hải Phòng – Hạ Long – Vân Đồn – Móng Cái từ  sang .
- Ngày 1 tháng 9 năm 2022, chính thức khánh thành Đường cao tốc Vân Đồn – Móng Cái, tạo thành trục Đường cao tốc Hải Phòng – Hạ Long – Vân Đồn – Móng Cái.[17]
- Ngày 5 tháng 10 năm 2022, chính thức thu phí tại đoạn cao tốc Tiên Yên – Móng Cái (thuộc Đường cao tốc Vân Đồn – Móng Cái).[18]

## Chi tiết tuyến đường

Bảng thông tin tốc độ cao tốc (Đoạn Vân Đồn – Móng Cái)

### Làn xe
- 4 làn xe và 2 làn dừng khẩn cấp.

### Chiều dài
- Toàn tuyến: 176 km

### Tốc độ giới hạn
- Hải Phòng – Vân Đồn: Tối đa 100 km/h, tối thiểu 60 km/h.
- Vân Đồn – Móng Cái: Tối đa 120 km/h, tối thiểu 60 km/h.

### Cầu trên tuyến
Trên toàn tuyến có hơn 70 cây cầu trên tuyến, phần lớn là các cây cầu vượt sông, đường dân sinh. 10 cầu vượt nút giao, đường quốc lộ.

## Danh sách đơn vị thi công
Trên đây là bảng thống kê nhà đơn vị thi công (chủ đầu tư) trên toàn tuyến cao tốc Hải Phòng – Hạ Long – Vân Đồn – Móng Cái:
| Thứ tự | Tên đơn vị thi công (chủ đầu tư)                                             | Phạm vi đầu tư, xây dựng đoạn cao tốc                                               | Chiều dài | Tổng vốn đầu tư  |
| ------ | ---------------------------------------------------------------------------- | ----------------------------------------------------------------------------------- | --------- | ---------------- |
| 1      | Công ty BOT Cầu Bạch Đằng                                                    | Đoạn Cầu Bạch Đằng, nút giao Cầu Bạch Đằng (thuộc đoạn cao tốc Hạ Long – Hải Phòng) | 5,45 km   | 7.277 tỷ đồng    |
| 2      | Công ty BOT Biên Cương                                                       | Đoạn cao tốc Hạ Long – Cẩm Phả (thuộc đoạn cao tốc Hạ Long – Vân Đồn)               | 53,6 km   | ≈ 10.000 tỷ đồng |
| 3      | Công ty TNHH Đầu tư và Phát triển hạ tầng Vân Đồn (thuộc tập đoàn Sun Group) | Đoạn cao tốc Tiên Yên – Móng Cái (thuộc đoạn cao tốc Vân Đồn – Móng Cái)            | 64 km     | 9.113 tỉ đồng    |
| 4      | Ngân sách tỉnh Quảng Ninh                                                    | Đoạn cao tốc Hạ Long – Cầu Bạch Đằng (thuộc đoạn cao tốc Hạ Long – Hải Phòng);      | 19,3 km   | 6.416 tỷ đồng    |
| 4      | Ngân sách tỉnh Quảng Ninh                                                    | Đoạn cao tốc Cẩm Phả – Vân Đồn (thuộc đoạn cao tốc Hạ Long – Vân Đồn)               | 10,2 km   | ≈ 2.000 tỉ đồng  |
| 4      | Ngân sách tỉnh Quảng Ninh                                                    | Đoạn cao tốc Vân Đồn – Tiên Yên (thuộc đoạn cao tốc Vân Đồn – Móng Cái)             | 23,5 km   | ≈ 4.500 tỉ đồng  |
| Tổng   | 4 đơn vị thi công (chủ đầu tư)                                               | 6 phạm vi                                                                           | 175,85 km | 39.306 tỉ đồng   |

## Danh sách địa phương có đường cao tốc chạy qua
Trên đây là bảng thống kê những địa phương có đường cao tốc Hải Phòng – Hạ Long – Vân Đồn – Móng Cái chạy qua:
| Thứ tự | Tỉnh / Thành phố   | Quận / Huyện / Thị xã / Thành phố | Chiều dài |
| ------ | ------------------ | --------------------------------- | --------- |
| 1      | Hải Phòng          | Hải An                            | 2,6 km    |
| 2      | Quảng Ninh         | Quảng Yên                         | 20,4 km   |
| 2      | Quảng Ninh         | Hạ Long                           | 38,1 km   |
| 2      | Quảng Ninh         | Cẩm Phả                           | 20,5 km   |
| 2      | Quảng Ninh         | Vân Đồn                           | 26 km     |
| 2      | Quảng Ninh         | Tiên Yên                          | 12,8 km   |
| 2      | Quảng Ninh         | Đầm Hà                            | 13,7 km   |
| 2      | Quảng Ninh         | Hải Hà                            | 17,1 km   |
| 2      | Quảng Ninh         | Móng Cái                          | 24,7 km   |
| Tổng   | 2 tỉnh / thành phố | 9 địa phương                      | 175,9 km  |

## Danh sách các trạm thu phí trên tuyến
Trên tuyến cao tốc Hải Phòng – Móng Cái gồm có 10 trạm thu phí, trong đó có 5 trạm trên tuyến chính và 5 trạm trên tuyến nhánh.
| STT | Tên Trạm thu phí           | Vị trí                                | Ghi chú                                                                |
| --- | -------------------------- | ------------------------------------- | ---------------------------------------------------------------------- |
| 1   | Trạm thu phí Cầu Bạch Đằng | Xã Liên Vị, Thị xã Quảng Yên          | Trạm thu phí chỉ thu phí áp dụng đối với phương tiện qua cầu Bạch Đằng |
| 2   | Trạm thu phí Việt Hưng     | Phường Việt Hưng, Thành phố Hạ Long   | Trạm thu phí đầu tuyến cao tốc Hạ Long – Vân Đồn                       |
| 3   | Trạm thu phí Đồng Đăng     | Phường Việt Hưng, Thành phố Hạ Long   |                                                                        |
| 4   | Trạm thu phí Đồng Lá       | Xã Vũ Oai, Thành phố Hạ Long          |                                                                        |
| 5   | Trạm thu phí Cẩm Y         | Xã Cẩm Hải, Thành phố Cẩm Phả         |                                                                        |
| 6   | Trạm thu phí Đoàn Kết      | Xã Đoàn Kết, Huyện Vân Đồn            | Trạm thu phí cuối tuyến cao tốc Hạ Long – Vân Đồn                      |
| 7   | Trạm thu phí Tiên Yên      | Xã Đông Ngũ, Huyện Tiên Yên           | Trạm thu phí đầu tuyến cao tốc Tiên Yên – Móng Cái                     |
| 8   | Trạm thu phí Đầm Hà        | Xã Dực Yên, Huyện Đầm Hà              |                                                                        |
| 9   | Trạm thu phí Hải Hà        | Xã Quảng Thịnh, Huyện Hải Hà          |                                                                        |
| 10  | Trạm thu phí Móng Cái      | Phường Ninh Dương, Thành phố Móng Cái | Trạm thu phí cuối tuyến cao tốc Tiên Yên – Móng Cái                    |

## Lộ trình chi tiết
- IC : Nút giao, JCT : Điểm lên xuống, SA : Khu vực dịch vụ (Trạm dừng nghỉ), TG : Trạm thu phí, TN : Hầm đường bộ, BR : Cầu
- Đơn vị đo khoảng cách là km.

| 1                                                                                           | IC Cầu Bạch Đằng           | 0.00  | Đường cao tốc Hà Nội – Hải Phòng             | Điểm đầu đường cao tốc                               | Hải Phòng                        | Đông Hải                          |
| BR                                                                                          | Cầu Bạch Đằng              | ↓     |                                              | Vượt sông Bạch Đằng                                  | Ranh giới Hải Phòng – Quảng Ninh | Ranh giới Hải Phòng – Quảng Ninh  |
| TG                                                                                          | Trạm thu phí Cầu Bạch Đằng | 4.9   |                                              | Chỉ thu phí cầu Bạch Đằng                            | Quảng Ninh                       | Liên Hòa                          |
| 2                                                                                           | IC Đầm Nhà Mạc             | 5.1   | Tuyến đường ven sông Quảng Yên – Đông Triều  | Đang thi công                                        | Quảng Ninh                       | Liên Hòa                          |
| BR                                                                                          | Cầu Sông Rút               | ↓     |                                              | Vượt sông Rút                                        | Quảng Ninh                       | Ranh giới Liên Hòa – Phong Cốc    |
| 3                                                                                           | IC Tiền Phong              | 10.5  | Đường tỉnh 338                               |                                                      | Quảng Ninh                       | Liên Hòa                          |
| BR                                                                                          | Cầu Sông Chanh             | ↓     |                                              | Vượt sông Chanh                                      | Quảng Ninh                       | Ranh giới Liên Hòa – Hà An        |
| 4                                                                                           | IC Hoàng Tân               | 15.3  | Đường tỉnh 331B                              |                                                      | Quảng Ninh                       | Quảng Yên                         |
| 5                                                                                           | IC Hạ Long Xanh            | 18.3  | Đường tỉnh 338                               | Đang thi công (Dự kiến hoàn thành vào tháng 10/2023) | Quảng Ninh                       | Hà An                             |
| BR                                                                                          | Cầu Sông Hốt               | ↓     |                                              |                                                      | Quảng Ninh                       | Ranh giới Hà An – Tuần Châu       |
| 6                                                                                           | IC Minh Khai               | 25.0  | Quốc lộ 18                                   |                                                      | Quảng Ninh                       | Tuần Châu                         |
| BR                                                                                          | Cầu vuợt đường sắt         | ↓     |                                              | Vượt Đường sắt Kép - Cái Lân                         | Quảng Ninh                       | Tuần Châu                         |
| TG                                                                                          | Trạm thu phí Việt Hưng     | 29.4  |                                              |                                                      | Quảng Ninh                       | Việt Hưng                         |
| 7                                                                                           | IC Việt Hưng               | 30.5  | Đường Trần Nhân Tông                         |                                                      | Quảng Ninh                       | Việt Hưng                         |
| -                                                                                           | IC CT.09                   |       | Đường cao tốc Nội Bài – Bắc Ninh – Hạ Long   | Chưa thi công 2                                      | Quảng Ninh                       | Hoành Bồ                          |
| SA                                                                                          | Trạm dừng nghỉ Thống Nhất  | 45.0  |                                              | Đang thi công                                        | Quảng Ninh                       | Thống Nhất                        |
| 8                                                                                           | IC Đồng Lá                 | 56.88 | Quốc lộ 279 Đường tỉnh 326                   |                                                      | Quảng Ninh                       | Thống Nhất                        |
| BR                                                                                          | Cầu Cẩm Y 1                | ↓     |                                              | Vượt Quốc lộ 18                                      | Quảng Ninh                       | Hải Hòa                           |
| 9                                                                                           | IC Cẩm Y                   | 78.3  | Quốc lộ 18                                   |                                                      | Quảng Ninh                       | Hải Hòa                           |
| BR                                                                                          | Cầu Cẩm Hải                | ↓     |                                              | Vượt sông Voi Lớn                                    | Quảng Ninh                       | Ranh giới Hải Hòa – Vân Đồn       |
| TG                                                                                          | Trạm thu phí Đoàn Kết      | 83.9  |                                              |                                                      | Quảng Ninh                       | Vân Đồn                           |
| 10                                                                                          | IC Đoàn Kết                | 84.7  | Đường tỉnh 334                               |                                                      | Quảng Ninh                       | Vân Đồn                           |
| 11                                                                                          | JCT Sân bay Vân Đồn        | 88.7  | Sân bay Quốc tế Vân Đồn                      |                                                      | Quảng Ninh                       | Vân Đồn                           |
| 12                                                                                          | IC Đài Xuyên               | 95.9  | Đường tỉnh 334                               |                                                      | Quảng Ninh                       | Vân Đồn                           |
| BR                                                                                          | Cầu Đài Van                | ↓     |                                              |                                                      | Quảng Ninh                       | Vân Đồn                           |
| BR                                                                                          | Cầu Đài Xuyên 1            | ↓     |                                              |                                                      | Quảng Ninh                       | Vân Đồn                           |
| SA                                                                                          | Trạm dừng nghỉ Đài Xuyên   | 105.0 |                                              | Đang thi công                                        | Quảng Ninh                       | Vân Đồn                           |
| BR                                                                                          | Cầu Đài Xuyên 2            | ↓     |                                              |                                                      | Quảng Ninh                       | Vân Đồn                           |
| BR                                                                                          | Cầu Vân Tiên               | ↓     |                                              | Vượt sông Voi Lớn                                    | Quảng Ninh                       | Ranh giới Vân Đồn – Tiên Yên      |
| 13                                                                                          | IC Mũi Chùa                | 109.0 | Quốc lộ 4B                                   |                                                      | Quảng Ninh                       | Tiên Yên                          |
| BR                                                                                          | Cầu Tiên Yên 1             | ↓     |                                              | Vượt sông Tiên Yên                                   | Quảng Ninh                       | Tiên Yên                          |
| -                                                                                           | IC CT.10                   |       | Đường cao tốc Tiên Yên – Lạng Sơn – Cao Bằng | Chưa thi công 3                                      | Quảng Ninh                       | Tiên Yên                          |
| BR                                                                                          | Cầu Tiên Yên 2             | ↓     |                                              | Vượt sông Tiên Yên                                   | Quảng Ninh                       | Tiên Yên                          |
| TG                                                                                          | Trạm thu phí Tiên Yên      | 112.9 |                                              |                                                      | Quảng Ninh                       | Ranh giới Tiên Yên – Đông Ngũ     |
| 14                                                                                          | IC Đầm Hà                  | 122.4 | Quốc lộ 18                                   |                                                      | Quảng Ninh                       | Quảng Tân                         |
| SA                                                                                          | Trạm dừng nghỉ Quảng Long  | 139.4 |                                              | Đang thi công                                        | Quảng Ninh                       | Quảng Tân                         |
| BR                                                                                          | Cầu Hà Cối 1               | ↓     |                                              | Vượt sông Hà Cối                                     | Quảng Ninh                       | Đường Hoa                         |
| 15                                                                                          | IC Hải Hà                  | 143.2 | Quốc lộ 18                                   |                                                      | Quảng Ninh                       | Đường Hoa                         |
| BR                                                                                          | Cầu Hà Cối 2               | ↓     |                                              | Vượt sông Hà Cối                                     | Quảng Ninh                       | Quảng Đức                         |
| BR                                                                                          | Cầu vượt Quốc lộ 18        | ↓     |                                              | Vượt Quốc lộ 18                                      | Quảng Ninh                       | Quảng Đức                         |
| BR                                                                                          | Cầu Tài Chi                | ↓     |                                              | Vượt sông Tài Chi                                    | Quảng Ninh                       | Hải Ninh                          |
| BR                                                                                          | Cầu Quảng Nghĩa            | ↓     |                                              |                                                      | Quảng Ninh                       | Hải Ninh                          |
| BR                                                                                          | Cầu Dân Tiến               | ↓     |                                              | Vượt sông Thín Cóng                                  | Quảng Ninh                       | Hải Ninh                          |
| BR                                                                                          | Cầu Khe Rạt                | ↓     |                                              |                                                      | Quảng Ninh                       | Ranh giới Hải Ninh – Móng Cái 3   |
| TG                                                                                          | Trạm thu phí Móng Cái      | 171.6 |                                              |                                                      | Quảng Ninh                       | Móng Cái 2                        |
| BR                                                                                          | Cầu Ka Long 2              | ↓     |                                              | Vượt sông Ka Long                                    | Quảng Ninh                       | Ranh giới Móng Cái 2 – Móng Cái 1 |
| 16                                                                                          | IC Móng Cái                | 175.7 | Đường tỉnh 335                               | Điểm cuối đường cao tốc                              | Quảng Ninh                       | Móng Cái 1                        |
| Kết nối với Đường cao tốc Khâm Châu – Đông Hưng (Trung Quốc) thông qua Cửa khẩu Bắc Luân II |                            |       |                                              |                                                      |                                  |                                   |
| 1.000 mi = 1.609 km; 1.000 km = 0.621 mi                                                    |                            |       |                                              |                                                      |                                  |                                   |

Ghi chú
1. ^a b  Đang xây dựng.
2. ^  Dự kiển khởi công trước 2030.
3. ^  Dự kiển khởi công sau 2030.

## Trạm dừng nghỉ trên tuyến
Hiện tại, trên toàn tuyến chưa có trạm dừng nghỉ. Ngay sau khi đoạn cao tốc Vân Đồn – Móng Cái đi vào hoạt động, tỉnh Quảng Ninh đã triển khai xây dựng các trạm nghỉ. Cụ thể, có 2 trạm dừng nghỉ tại xã Thống Nhất, thành phố Hạ Long và Trạm dừng nghỉ tại xã Đài Xuyên, huyện Vân Đồn.
Bên cạnh đó, tỉnh Quảng Ninh bố trí thêm 1 chỗ dừng xe kết hợp trạm sửa chữa, cung cấp dịch vụ xe tại xã Quảng Long, huyện Hải Hà.
Các trạm dừng nghỉ này sau khi hoàn thành không chỉ đơn thuần là trạm dừng chân trên hành trình cao tốc, mà đây còn là điểm kết nối đến các địa phương, các trung tâm du lịch, điểm nghỉ dưỡng sinh thái; nơi quảng bá thương hiệu, sản phẩm địa phương, phục vụ tốt nhất nhu cầu của nhân dân, du khách.